# 白竹湖农场
白竹湖农场是福建省漳州市漳浦县的一个国有农场，所在区域列为漳浦县的一个类似乡级单位。
2006年起，白竹湖农场与其它农垦系统的国有农场，在当地政府主导下，开始进行改革。

## 行政区划
下辖以下村级行政区划单位：
白竹湖农场虚拟生活区。